# Forza Popolare
Forza Popolare (in spagnolo Fuerza Popular) è un partito politico peruviano di orientamento fujimorista, populista e conservatore fondato nel 2010 da Keiko Fujimori, figlia dell'ex presidente della Repubblica e dittatore Alberto Fujimori.
Il Segretario generale di Fuerza Popular, dal 5 ottobre 2019, ed attualmente in carica è Luis Galarreta.

## Ideologia
Il fujimorismo non ha mai definito espressamente una linea ideologica ufficiale, ma può essere definito come un populismo di destra tendenzialmente liberista per quanto riguarda i temi economici e conservatore nei temi sociali, pur mantenendo sempre una linea di forte pragmatismo politico.

## Storia
Il partito, noto inizialmente con la denominazione di Fuerza 2011, si è presentato per la prima volta in occasione delle elezioni generali del 2011. Alle presidenziali, Keiko Fujimori ha ottenuto il 23,5% dei voti al primo turno e il 48,5% al ballottaggio, venendo perciò sconfitta da Ollanta Humala, sostenuto dal Partito Nazionalista Peruviano-Unione per il Perù. Alle contestuali elezioni parlamentari Forza Popolare ha ottenuto il 23% dei voti e 37 seggi.
Alle elezioni generali del 2016, Forza Popolare è risultato il primo partito del Paese, con il 35,6% dei voti e 73 seggi, conquistando così la maggioranza assoluta dei seggi. Alle presidenziali, Keiko Fujimori ha avuto il maggior numero di voti al primo turno, pari al 39,9%, perdendo però di nuovo al ballottaggio, stavolta contro Pedro Pablo Kuczynski, esponente di Peruviani per il Cambiamento.